# Richard Camenisch
Richard Camenisch (* 26. Dezember 1837 in Portein; † 1. April 1904 in Chur) war ein Schweizer Anwalt und Politiker.

## Leben
Nach dem Besuch der Kantonsschule in Chur studierte Richard Camenisch an den Universitäten Zürich, Heidelberg und München Rechtswissenschaft. In Zürich schloss er sich 1857 dem Corps Tigurinia an, in München 1858 dem Corps Franconia.
Nach Abschluss des Studiums liess er sich zunächst in Portein als Anwalt nieder und ging von dort aus nach Thusis. Am Ende der 1860er Jahre war er in Chur niedergelassen. Von 1887 bis 1891 und von 1895 bis 1905 war er Bündner Grossrat. Von 1892 bis 1893 gehörte er dem Kleinen Rat an, 1893 als Regierungspräsident. Von 1895 bis 1904 war er Churer Stadtpräsident. Danach war er wieder anwaltlich tätig.
Camenisch war ein Befürworter der Bundesrevision von 1872 bis 1874. Er setzte sich politisch insbesondere für Angestellte und Beamte ein. Er gilt als eine der Hauptpersönlichkeiten des Bündner Freisinns.